# Fulgurodes panopea
Fulgurodes panopea là một loài bướm đêm trong họ Geometridae.